# Дон Кіхот (персонаж)

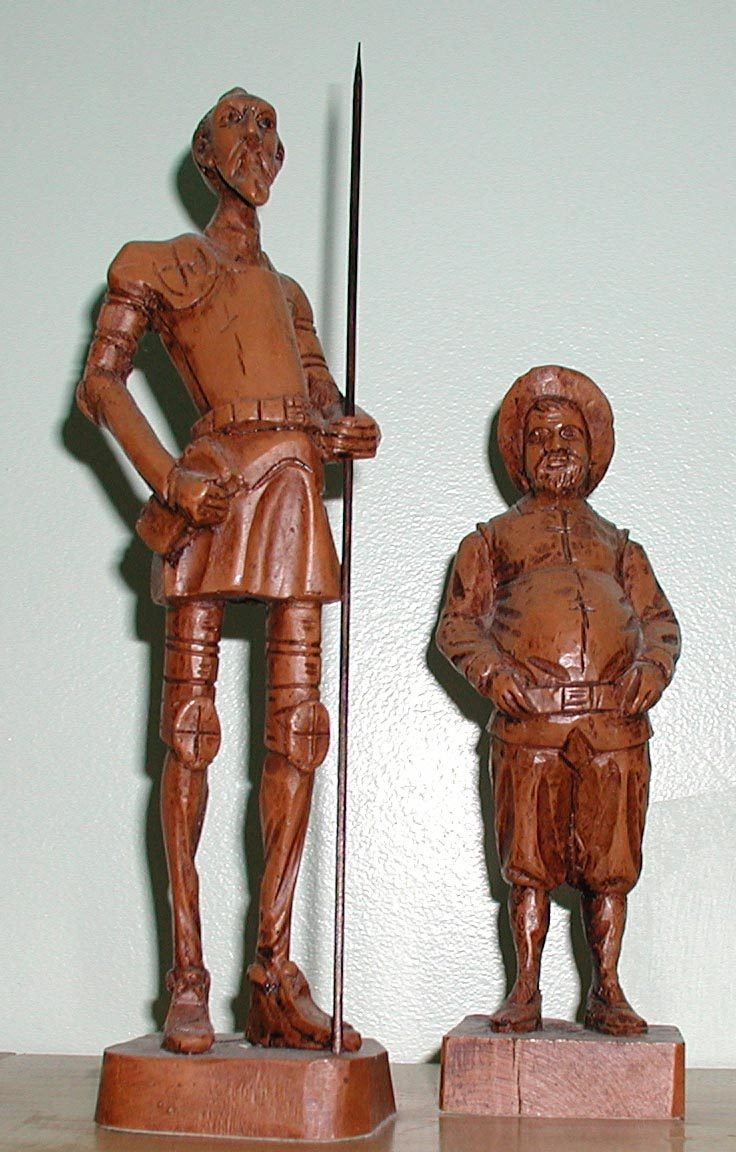
Дон Кіхот і Санчо Панса

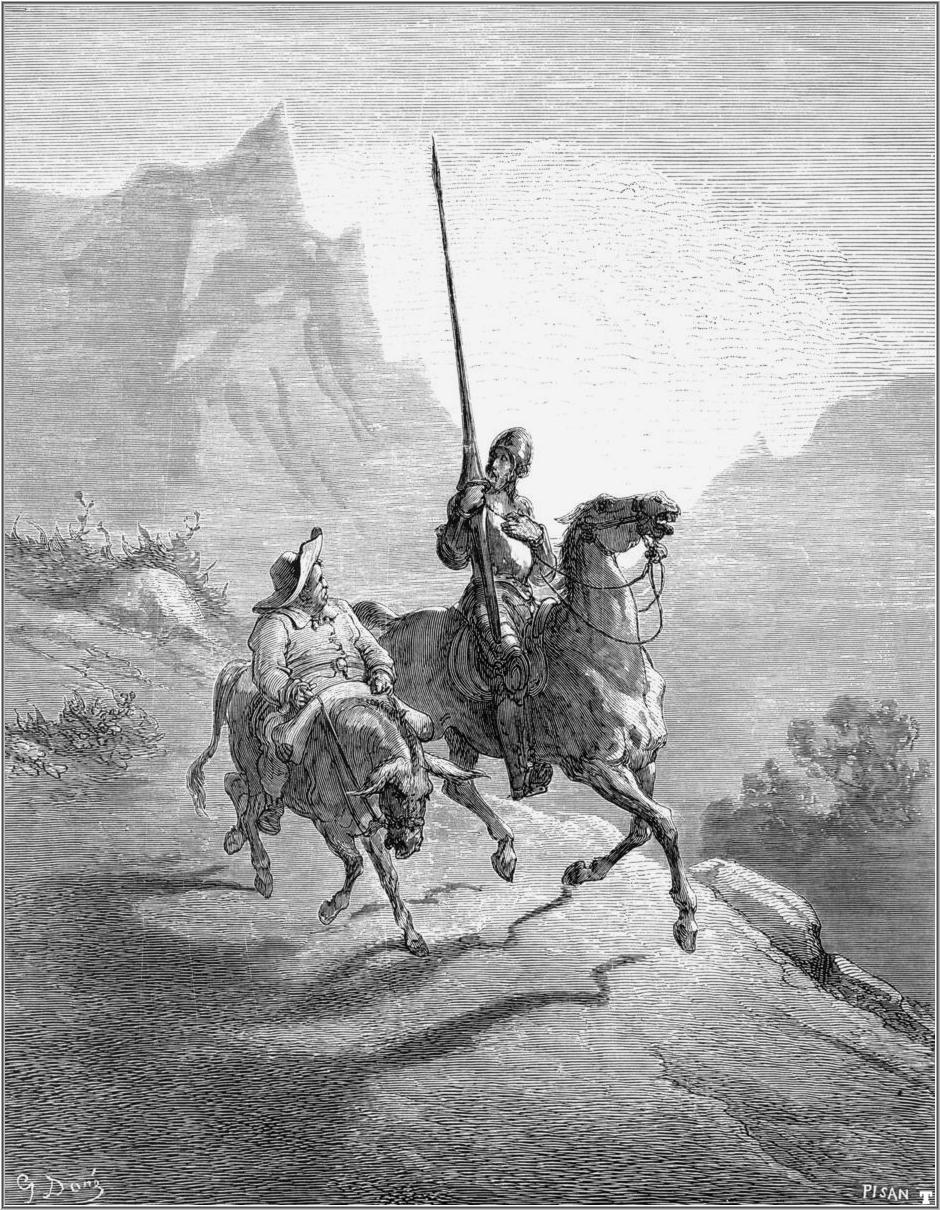
Ілюстрація Гюстава Доре до роману «Дон Кіхот»

Дон Кіхот (ісп. Don Quijote, в середньовічній іспанській орфографії — Don Quixote) — центральний образ роману Мігеля де Сервантеса (1547—1616) «Премудрий гідальго Дон Кіхот з Ламанчі» (ісп. El ingenioso hidalgo Don Quijote de la Mancha) — один із найпопулярніших творів світової літератури.

## Ім'я
Справжнє ім'я героя — Кехана; втім, автор відзначає, що щодо цього є багато різних думок: «Кажуть, звали його Кіхада чи Кесада, але є підстава вважати, що звався він Кехана.». Звучне лицарське ім'я «Дон Кіхот» він обрав собі сам, «витративши на це ще тиждень» після того, як придумав ім'я свого бойового коня.

## Інтерпретація
Образ Дон Кіхота був сприйнятий численними дослідниками як архетип людської природи і витлумачений як психологічна категорія, породивши навіть філософське поняття «донкіхотство». Бібліографія досліджень образу Дон Кіхота літературознавцями (наприклад, Пелисер, Тикнор, Хуан Валера, Н. В. Стороженко), філософами (у тому числі Шеллінг, Гегель) та іншими фахівцями досить обширна. Тлумаченням цього образу займалися також класики літератури ( Байрон, Гюго, Гейне, Тургенєв), і звичайно критики (Бєлінський). При всьому розходженні тлумачень майже всі, хто писав про Дон Кіхота сходилися на твердженні, що він є загальнолюдським образом, виражає вічні властивості людського духу, його зараховували до «вічних супутників» людства (Мережковський).
Крім того, цей образ згодом неодноразово використовувався в художній літературі іншими авторами, які давали йому власну інтерпретацію, вони пародіювали або посилалися на нього. Вже деякі сучасники і найближчі літературні нащадки Сервантеса почали створювати наслідування його роману, де описувалися невідомі читачеві пригоди Дон Кіхота. Ця тенденція була в подальшому продовжена. Варіації на тему «Дон Кіхота» не перестали створюватися і в наступні століття. Серед них можна згадати «Житіє Дон Кіхота і Санчо» Мігеля де Унамуно, «Звільнений Дон Кіхот» А. В. Луначарського, "П'єр Менар, автор « Дон Кіхота» Г. Л. Борхеса, «Монсеньйор Кіхот» (1982) Грема Гріна.
Роман «Дон Кіхот» спочатку замислювався як пародія на лицарські романи епохи Ренесансу.

## Прообрази Дон Кіхота

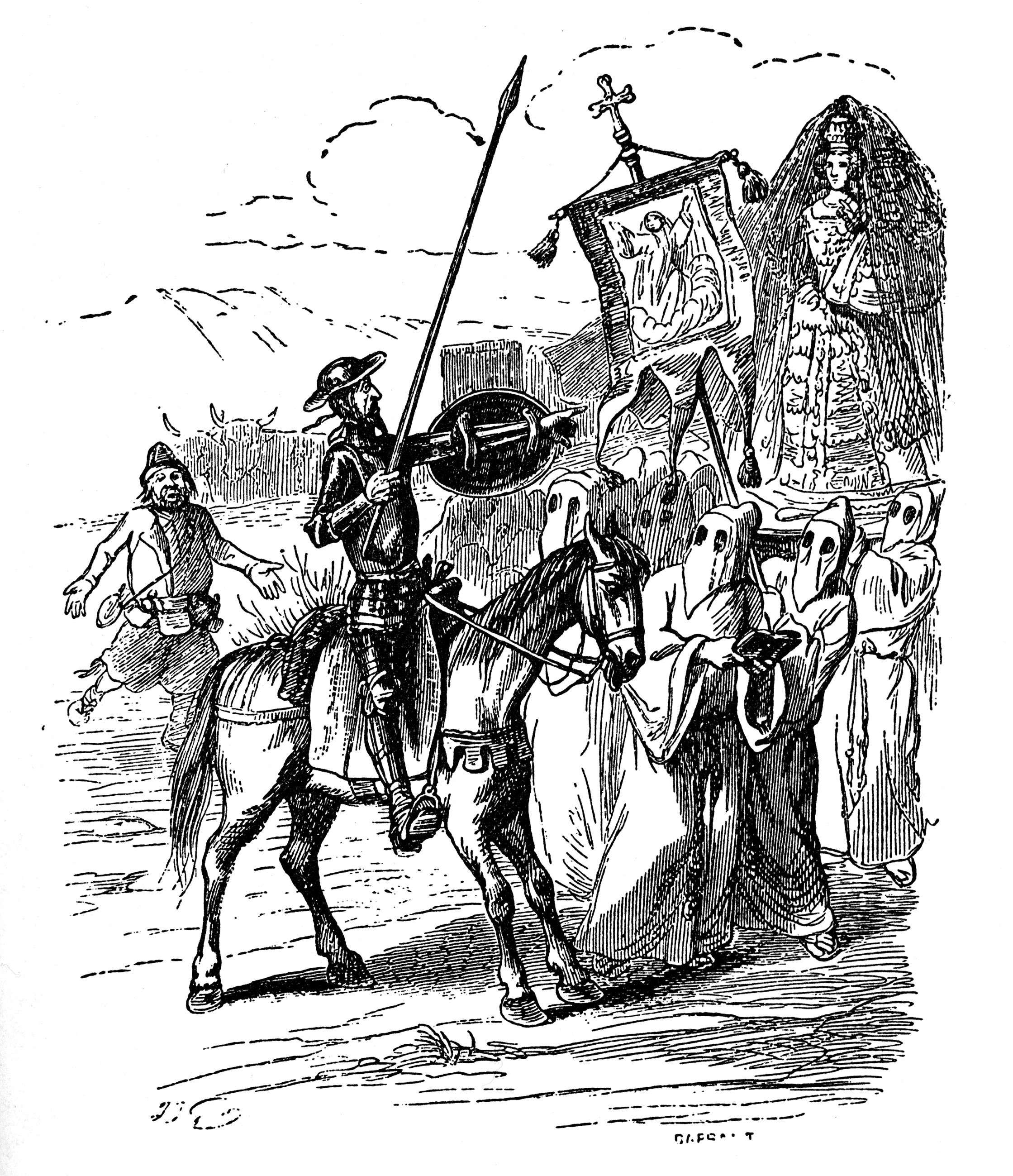
Ілюстрація до «Дон Кіхота» Жана Гранвиля (1848)

### Прообрази
За версією письменника Германа Арсиньегаса, одним з прообразів Дон Кіхота для Сервантеса міг послужити іспанський конкістадор Гонсало Хіменес де Кесада, чиї походи в пошуках Ельдорадо були повиті численними домислами і легендами.

## Росинант
Росинант (ісп. Rocinante) — ім'я коня Дон Кіхота. Є складовим словом: rocin — «шкапа»; ante — «перш, попереду». Дон Кіхот довго вибирав ім'я свого коня — за його задумом, воно повинно було вказувати на його минуле і сьогодення, і відповідати новим родом діяльності і статусу його господаря. Зрештою він зупинився на імені Росинант — «ім'я, на його думку, благородне та насичене, яке пояснює, що перш кінь цей був звичайною шкапою, нині ж, випередивши всіх інших, став першою шкапою у світі».

## Образ Дон Кіхота в інших видах мистецтва

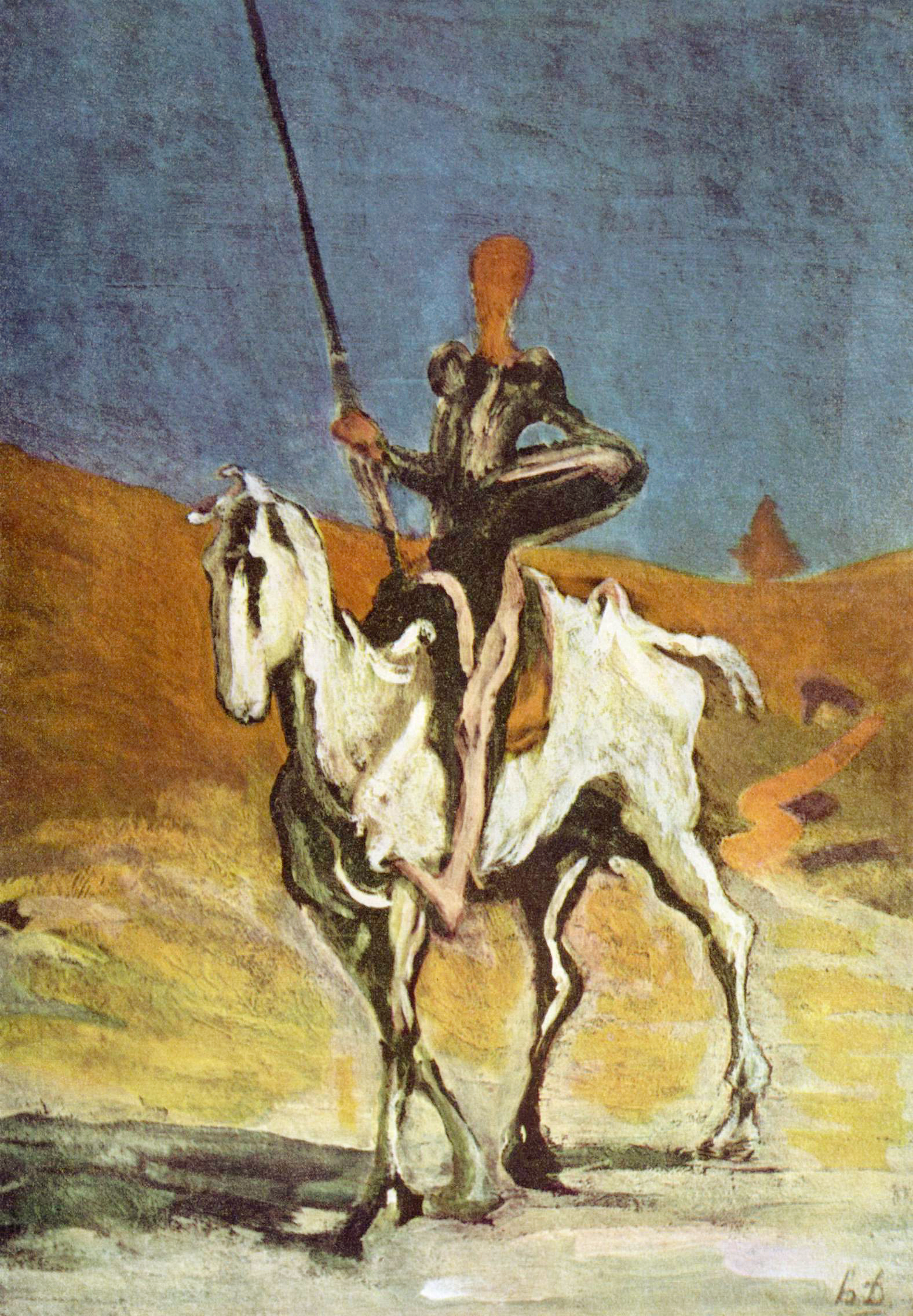
«Дон Кіхот» роботи О. Дом'є (ок. 1868)

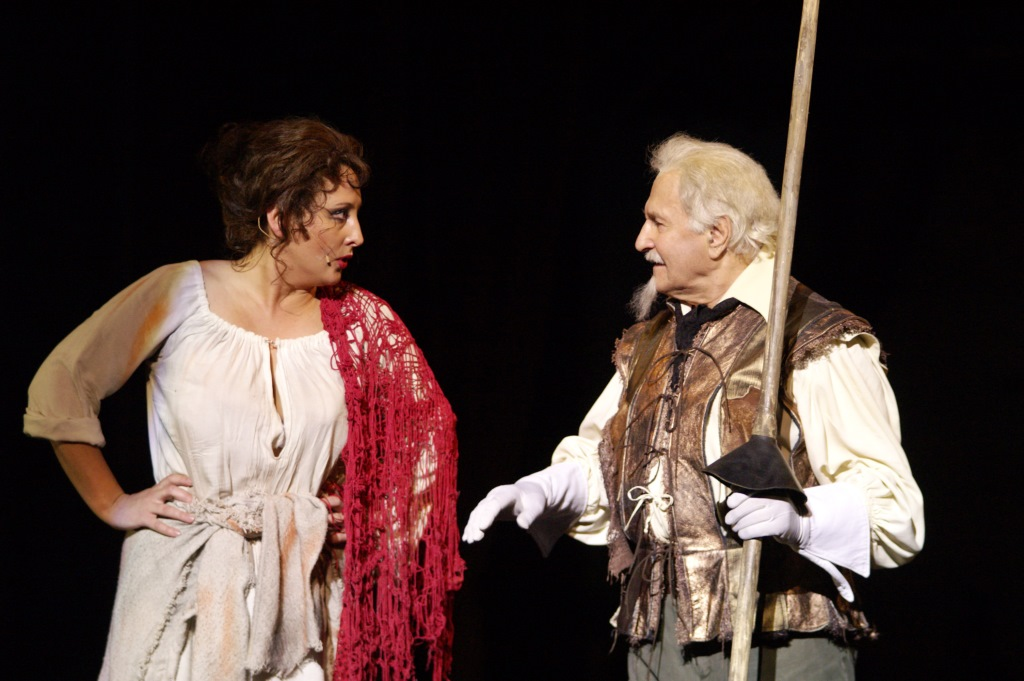
Мюзикл ЦАТРА «Людина з Ламанчі». В ролі Дон Кіхота — Володимир Зельдін

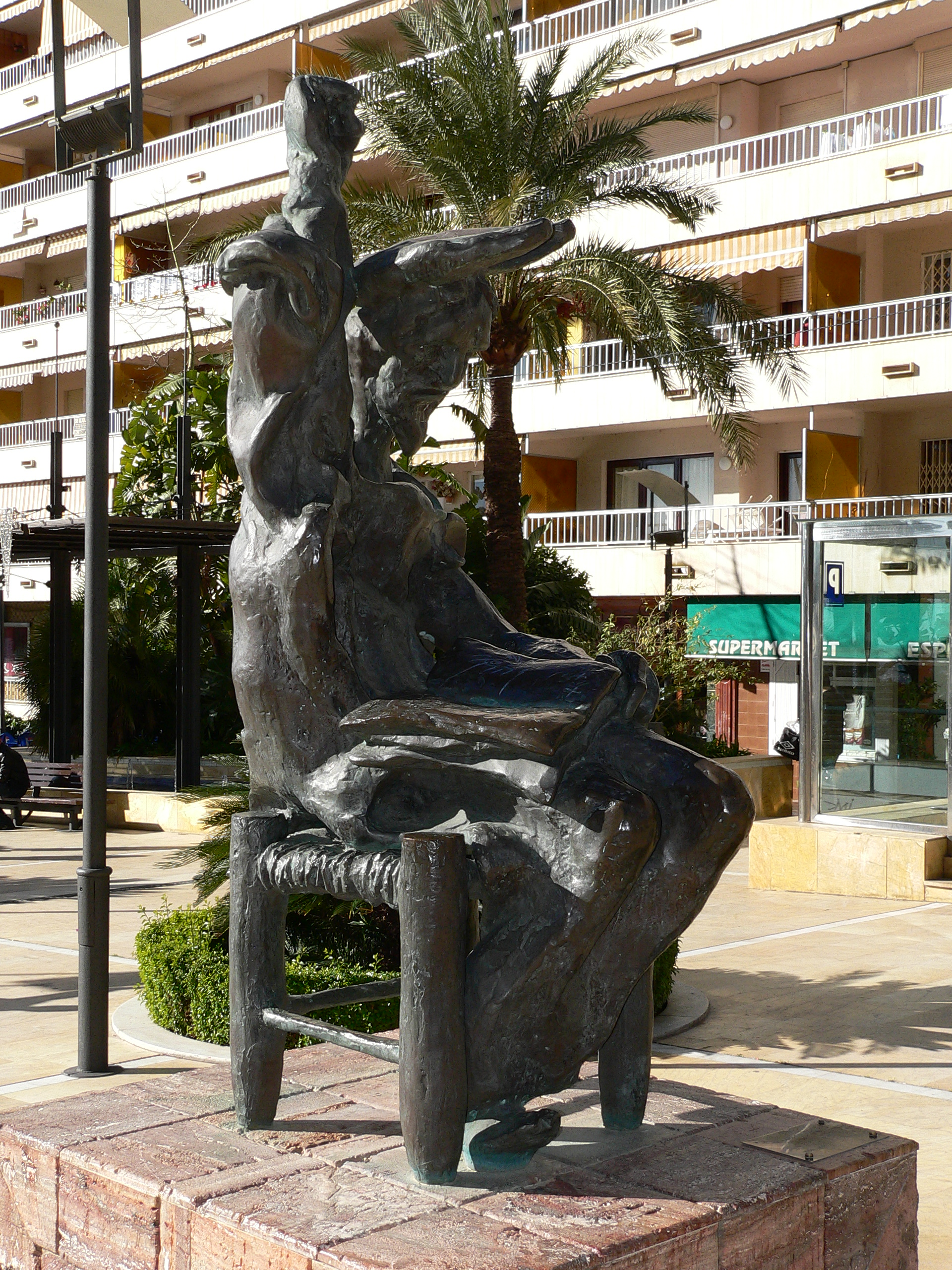
«Сидячий Дон Кіхот» робота Сальвадора Дали

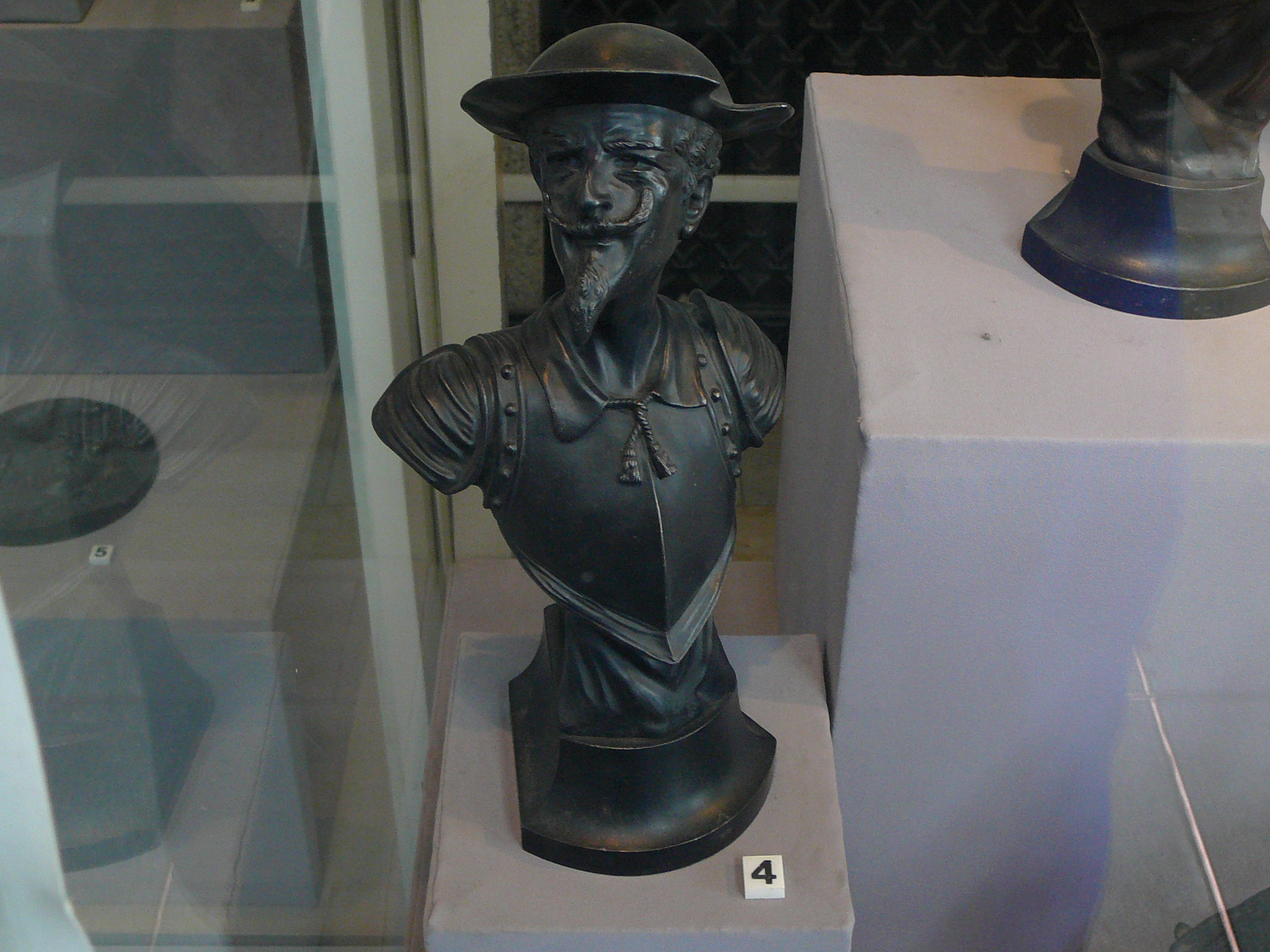
Бюст (1918) роботи Ф. Р. Мореллі в Єкатеринбурзькому музеї образотворчих мистецтв

### У музиці
- «Дон Кіхот» — симфонічна поема Ріхарда Штрауса (Op35), 1897
- «Дон-Кіхот», симфонічні гравюри, композитор Кара Караєв, 1960
- «Дон-Кіхот» — балет Людвіга Мінкуса
- «Дон-Кіхот»(Don Quixote) — Дана Інтернешнел (альбом «Maganuna»), 1996
- «Без страху і докору» — Таргани!, альбом «Maximum Happy I», 2013

- «Дон Кіхот», композитор невідомий, 1740
- «Дон Кіхот», композитор Й. Старцер, 1768
- «Весілля Гамаша», композитор Ф. Лефевр, 1801
- «Дон Кіхот», композитор А. Венюа, 1835
- «Дон Кіхот», композитор Цинк, 1837
- «Дон Кіхот» — балет Мінкуса, 1869
- «Портрет Дон Кіхота», композитор Р. Петрасси, 1947
- «Дон Кіхот» у 5 картинах, композитор Л. Шпис, 1949
- «Дон Кіхот», композитор Штребінгер, 1850
- «Дон Кіхот» у 5 сценах, Р. Герхард, 1950
- «Мандрівний лицар», композитор Ж. Ібер, 1950
- «Дон Кіхот» в 3 актах, композитор Я. Доубрава, 1957

- «Дон-Кіхот», опера Телеманн
- «Дон-Кіхот», опера Паізіелло (1769)
- «Дон Кіхот» — опера Массне
- «Людина з Ламанчі» — мюзикл Джо Дэриона і Мітча, 1964
- «Дульсінея Дон Кіхота» — опера іспанського композитора А. Кастілья-Авіли, 2010

### В кінематографі
- 1903 — Дон Кіхот / Don Quichotte (Франція), режисери Люсьєн Нонг, Фернан Зекка.
- 1908 — Дон Кіхот / Don Quijote (Іспанія), режисери Narciso Cuyàs.
- 1909 — Дон Кіхот / Don Quichotte (Франція) (мультфільм), режисер Еміль Коль.
- 1909 — Дон Кіхот / Don Quixote (США).
- 1911 — Дон Кіхот / Don Chisciotte (Італія).
- 1911 — Пародія Дон-Кіхота / La parodia di Don Quichotte (Італія).
- 1913 — Дон Кіхот / Don Quichotte (Франція), режисер Камілл де Мортон, в гл. ролі Клод Гаррі.
- 1915 — Дон Кіхот / Don Quichotte (США), режисер Едвард Діллон, в головній ролі Девольф Хоппер ст.
- 1923 — Дон Кіхот (Велика Британія), режисер Моріс Елвей, в головній ролі Джерролд Робертшо.
- 1926 — Дон Кіхот (Данія), режисер Лау Лауритцен.
- 1933 — Дон Кихот[de], режисер Георг Вільгельм Пабст, в гл. ролі Федір Шаляпін. Георг Вільгельм Пабст знімав один і той же фільм три рази, на трьох мовах: французькою, англійською та німецькою. Німецька версія фільму вважається втраченою.
- 1947 — Дон Кіхот із Ламанчі / Don Quijote de la Mancha (Іспанія), режисер Рафаель Хіль, Дон Кіхот — Рафаель Рівел, Санчо Панса — Хуан Кальво, Самсон Карраско — Фернандо Рей, Антонія — Сара Монтьель.
- 1957 — Дон Кіхот, реж. Григорій Козинцев, в гл. ролі Микола Черкасов;
- 1960 — Пригоди Дон Кіхота / Aventuras de Don Quijote (Іспанія), режисер Едуардо Гарсія Марото.
- 1961 — Театр молоді: Дон Кіхот / Théâtre de la jeunesse: Don Quichotte (Франція) (ТБ), режисери Марсель Кравенн, Луїс Гроспьер; Дон Кіхот — Мішель Ечеверрі, Санчо Панса — Мішель Галабрю, Андреа — Жак Динам, конюх — Крістіан Марен.
- 1961 — Дон Кіхот / Don Kihot (Югославія) (мультфільм), режисер Владо Крісті.
- 1962 — Дон Кіхот / Don Quixote (Фінляндія).
- 1964 — Дульсінея Тобосская / Dulcinea del Toboso (Франція, Іспанія, ФРН), режисер Карло Райм, Дон Кіхот — Джозеф Мейнард.
- 1969 — Дон Кіхот і Санчо Панса / Don Chisciotte e Sancho Panza (Італія), режисер Джованні Грімальді, Дон Кіхот — Чиччо Інграссія, Санчо Панса — Франко Франки.
- 1970 — Лицар Дон Кіхот / Don Quijote es armado caballero (Іспанія) (мультфільм), режисери Амаро Карретеро, Вінсент Родрігес.
- 1971 — Дон Кіхот і Санчо Панса / Don Kihot i Sanco Pansa (Югославія) (ТБ), режисер Здравко Шотра, сценаристи Михайло Булгаков, Мігель де Сервантес, Дон Кіхот — Володимир Попович, Санчо Панса — Предраг Лакович.
- 1972 — Людина з Ламанчі / Man of La Mancha (США, Італія), режисер Артур Хіллер, Дон Кіхот — Пітер О'Тул, Дульсінея — Софі Лорен, Санчо Панса — Джеймс Коко, Сансон Карраско — Джон Касл, падре — Іен Річардсон.
- 1973 — Дон Кіхот знову в дорозі / Don Quijote cabalga de nuevo (Іспанія, Мексика), режисер Роберто Гавальдон, Дон Кіхот — Фернандо Фернан Гомес, Санчо Панса — Кантінфлас.
- 1973 — Дон Кіхот / Don Quixote (Австралія) (фільм-балет), композитор Людвіг Мінкус, режисери Роберт Хелпманом, Рудольф Нурієв, Дон Кіхот — Роберт Хелпманом, Басилио — Рудольф Нурієв.
- 1974 — Пригоди в місті, якого немає, в ролі: Микола Гринько.
- 1976 — Любовні пригоди Дон Кіхота і Санчо Панси / The Amorous Adventures of Don Quixote and Sancho Panza (США), режисер Рафаель Нуссбаум, Дон Кіхот — Корі Джон Фішер, Санчо Панса — Хай Пайк.
- 1977 — Поневіряння Дон Кіхота і Санчо Панси / As Trapalhadas de Dom Quixote e Sancho Pança (Бразилія), режисер Ері Фернандес.
- 1983 — Дон Кіхот / Don Kichot (Польща) (мультфільм), режисер Krzysztof Raynoch.
- 1983 — Академія пана Плями (Польща), в ролі Болеслав Плотницький, Санчо Панса — Станіслав Гавлик.
- 1984 — Дон Кіхот / Don Quixote (Kitri's Wedding), a Ballet in Three Acts (США) (Фільм-балет) (ТБ), режисери Брайан Лардж, Михайло Баришніков, Базиліо — Михайло Баришніков, Дон Кіхот — Річард Шафер.
- 1984 — Канікули Петрова і Васєчкіна, звичайні й неймовірні (фантазія на тему; 2-я серія).
- 1984 — Історія однієї ляльки, мультфільм режисера Бориса Аблиніна. В його основу покладено справжній факт — створення ув'язненими концтабору Освенцим ляльки Дон Кіхота.
- 1987 — Дон Кіхот Ламанческій / Don Quixote of La Mancha (Австралія) (мультфільм) (ТБ).
- 1988 — Житіє Дон Кіхота і Санчо (фільм) (СРСР, Іспанія), режисер Резо Чхеїдзе в гл. ролі Кахи Кавсадзе, Санчо — Мамука Кікалейшвілі.
- 1991 — Дон Кіхот Мігеля де Сервантеса / El Quijote de Miguel de Cervantes (Іспанія) (серіал), режисер Мануель Гутьєррес Арагон, у головній ролі Фернандо Рей.
- 1992 —Дон Кіхот Орсона Уеллса / Don Quijote de Orson Welles (США, Італія, Іспанія), режисер Орсон Уеллс, Дон Кіхот — Франсиско Регейро, оповідач — Фернандо Рей.
- 1992 — Балаганчик Маес Педро / El retablo de Maese Pedro (ТБ) — фільм-опера за мотивами роману Сервантеса, композитор Мануель де Фалья, режисер Ларрі Вайнштейн, Дон Кіхот — хустина Діас.
- 1994 —Людина з Ламанчі / Der Mann von La Mancha (Австрія), режисер Félix Breisach, Дон Кіхот — Карл Меркац.
- 1994 —Дон Кіхот і Дон Жуан (Росія), телеспектакль за п'єсою Рене ескудо, режисер Олександр Глобине.
- 1997 — Дон Кіхот повертається (Росія, Болгарія), режисер і в гл. ролі: Василь Ліванов.
- 2000 — Останній лицар / Don Quixote, США, (ТВ), режисер Пітер Йетс, Дон Кіхот — Джон Літгоу, Санчо Панса — Боб Хоскінс, герцогиня — Ізабелла Росселліні, герцог — Ламбер Вільсон, Дульсінея — Ванесса Вільямс, Антонія — Амелія Уорнер. Сансон Карраско — Джеймс Пьюрфой, молода леді — Рут Шин.
- 2000 — Дон Кіхот / Don Quichotte (Франція) (ТБ) (фільм-опера), режисер Франсуа Рассіллон, Дон Кіхот — Самюель Рамі.
- 2000 —Анімований епос: Дон Кіхот / Animated Epics: Don Quixote (Велика Британія) (ТБ) (мультфільм).
- 2002 — Дон Кіхот / El caballero Don Quijote (Іспанія), режисер Мануель Гутьєррес Арагон. Дон Кіхот — Хуан Луїс Гальярдо.
- 2003 — Нахил / Tilt (Канада), режисер Lance Peverley, Дон Кіхот — Джон Р. Тейлор.
- 2003 — Дон Кіхот / Don Quichotte (Франція) (відео), режисер Франсуа Рассіллон, Дон Кіхот — Jean-Marie Didière.
- 2003 —Дон Кіхот в Єрусалимі / Don Kishot be'Yerushalaim (Ізраїль), режисер Дані Розенберг, Дон Кіхот — Шмуель Вульф.
- 2005 —Дон Кіхот або пригоди сердитого людини / Don Quichotte ou Les mésaventures d'un homme en colère (Франція), режисер Жак Дешам, Дон Кіхот — Патрік Шене.
- 2005 — Дон Жуан в Алькале / Don Juan en Alcalá (Іспанія), режисер Jaime Azpilicueta, Дон Кіхот — Луїс Марія Гарсія.
- 2006 —Честь лицаря / Honor de cavalleria, реж. Альберт Серра, Іспанія Дон Кіхот — Луїс Карбо.
- 2007 —Дон Кіхот (мультфільм), (Італія, Іспанія), режисер Хосе Посо.

### На телебаченні
- У 1992 році на телеканалі «Російські університети» виходила програма «Hablen español» (в перекладі як «Говорите по-іспанськи»), в анімаційної заставки якій фігурували образи Дон Кіхота і Санчо Панси. Мультфільм був стилізований під пензля Пікассо і супроводжувався «Малагеньей» Ернесто Лекуона. У ньому обігравалася короткий сюжет нападу Дон Кіхота на вітряний млин.[2]

## Віртуальний музей Дон Кіхота

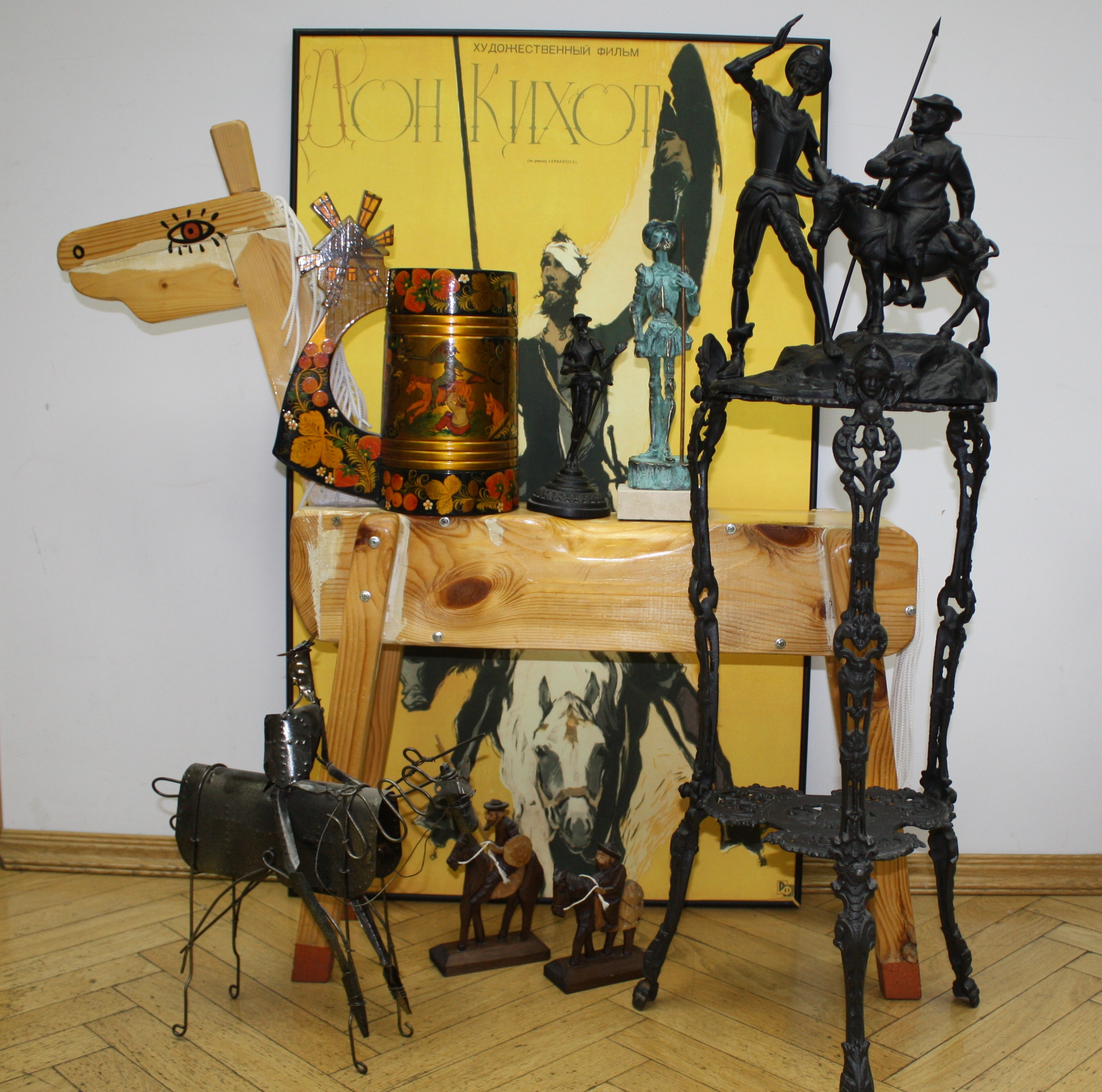
Деякі експонати музею Дон Кіхота

У Москві в 2005 році був створений Віртуальний музей Дон Кіхота. У зв'язку з відзначенням 400-річчя видання роману в московському Інституті Сервантеса були проведені виставки «Дон Кіхот в кіно — вік плакатів», «Дон Кіхот: (хитро)розумне мистецтво карикатури», «Дон Кіхот і дизайн».